# Apsolvent
Apsolvent je student koji je upisao i overio sve semestre, odslušao nastavu, ali još nije diplomirao, odnosno položio sve ispite. Radi se o licu koje je provelo na univerzitetu ili nekoj drugoj visokoj školi propisano vreme i time steklo pravo na polaganje završnog (diplomskog) ispita.
U nekim zemljama apsolvent predstavlja osobu koja je završila školovanje, odnosno studije.

## Spoljašnje veze
- Vreme: Apsolvent, Tamara Skrozza, 15. avgust 2002, pristup 19. septembar 2012
- Online rečnik: Apsolvent, pristup 19. septembar 2012